# Ann Petersen
Ann Petersen (født 1966) er en dansk sopran med en international karriere.

## Opvækst og uddannelse
Ann Petersen er opvokset i Sorø. Hun er uddannet på Det Kongelige Danske Musikkonservatorium i 1994 og Operaakademiet i 1998.

## Karriere
Hun debuterede som 1. dame i Mozarts Tryllefløjten på Det Kongelige Teater i 1999. Ligeledes i 1999 sang hun Donna Anna i Don Giovanni og Ingeborg i Peter Heises Drot og marsk (begge på Den Jyske Opera).
I 2001-04 var hun solist ved operaen i Graz i Østrig og sang spillede blandt andet feltmarskalinden i Richard Strauss' Rosenkavaleren. Fra 2004 har hun været freelance med speciale i Wagner og Strauss og engagementer i førende operahuse, blandt andet i Royal Opera House (Covent Garden) i London, Opéra Bastille i Paris, La Scala i Milano, Komische Oper i Berlin, Liceu i Barcelona og Dallas Opera.
Siden har hun sunget Liú i Giacomo Puccinis opera Turandot og guvernanten i Benjamin Brittens The Turn of the Screw (begge Det Kongelige Teater, 2006). Fra 1. august 2013 er hun fastansat ved Den Kongelige Opera i København. Blandt de vigtigste partier er Isolde i Richard Wagners Tristan og Isolde og Elsa i Lohengrin, kejserinden i Strauss' Kvinden uden skygge og Marietta i Korngolds Die tote Stadt.
Ann Petersen har skabt sig en international karriere især som Wagner- og Strauss-sanger: som Elsa i Lohengrin, Eva i Mestersangerne i Nürnberg, Isolde i Tristan og Isolde, Senta i Den Flyvende Hollænder, Freia i Rhinguldet og kejserinden i Die Frau ohne Schatten. Hun har sunget på Wiener Staatsoper, Staatsoper Unter den Linden, Royal Opera House Covent Garden, Teatro alla Scala di Milano, Teatro Colón de Buenos Aires Operaen i Lyon, Opéra National de Paris, Teatro Real de Madrid, Festspielhaus Baden-Baden og operaerne i Athen, Cardiff, Orange, Monte Carlo, Torino og Dallas.
Ann Petersen er desuden solist i en række Wagner- og Strauss-værker. Koncertrepertoiret omfatter også Beethovens 9. symfoni, Verdis Requiem, Dvořáks Stabat Mater, Mendelssohns Lobgesang og Les Béatitudes af César Franck.

## Privatliv
Ann Petersen bor i barndomshjemmet i Sorø sammen med sin mand Ole Justesen, manager i Crescendi Artists, og sønnen Mathias.

## Indspilninger
DVD’er bl.a. Carl Nielsens Saul og David (2015), Wagners Tannhâuser (2015).
Pladeindspilninger bl.a. Beethoven Kristus på Oliebjerget (2002) og Strauss’ Vier letzte Lieder fra Musikverein i Wien under Claus Peter Flor.

## Priser
Ann Petersen har to gange modtaget en Reumert som Årets Sanger:
- I 2010 for Strauss' Ariadne på Naxos på Det Kongelige Teater
- I 2013 for Wagners Tristan og Isolde på Den Jyske Opera.